# Fight to Survive
Fight to Survive — дебютный студийный альбом американской хард-рок-группы White Lion, вышедший в 1985 году.

## Об альбоме
«Fight to Survive» был записан в феврале 1984 года на франкфуртской студии Hotline Studio под руководством продюсера Питера Хаука. Electra Records остались недовольны окончательным результатом и разорвали с группой контракт.
В конце 1984 года альбом вышел на лейбле JVC Victor в Японии, где стал очень успешен.
В США альбом был выпущен 9 ноября 1985 года на независимом лейбле Grand Slam Records. Вскоре после релиза Grand Slam Records объявили банкротом.
В Великобритании альбом распространялся через лейбл Music for Nations.
Единственной песней из альбома, выпущенной в качестве сингла стала «Broken Heart». В видеоклипе к ней White Lion играют на сцене пустого концертного зала. В 1991 году группа перезаписала эту песню и сняла альтернативную версию клипа.
Альбом смог добраться лишь до 151 позиции в чарте Billboard 200.

## Список композиций
- Все песни написаны Майком Трампом и Вито Братта, за исключением отмеченных.

1. «Broken Heart» — 3:33
2. «Cherokee» — 4:56
3. «Fight to Survive» — 5:14 (Трамп, Братта, Никки Капоцци)
4. «Where Do We Run» — 3:29 (Трамп, Братта, Феликс Робинсон)
5. «In the City» — 4:39 (Трамп, Братта, Капоцци, Робинсон)
6. «All the Fallen Men» — 4:53
7. «All Burn in Hell» — 4:21 (Трамп, Братта, Капоцци)
8. «Kid of 1000 Faces» — 4:02 (Трамп, Братта, Капоцци, Робинсон)
9. «El Salvador» — 4:49
10. «The Road to Valhalla» — 4:30

### Переиздание 2010 года
В 2010 году альбом был переиздан на Deadline Records с бонус-треками в виде концертных версий некоторых песен из «Fight to Survive», а также из следующего альбома «Pride».
1. «Hungry» — 4:52
2. «Don’t Give Up» — 3:28
3. «Lonely Nights» — 4:46
4. «Sweet Little Lovin'» — 4:15
5. «Broken Heart» — 4:38
6. «Fight to Survive» — 5:55
7. «Tell Me» — 5:48

## В записи участвовали
- Майк Трамп — вокал
- Вито Братта — гитара
- Феликс Робинсон — бас-гитара
- Никки Капоцци — ударные
- Гарри Бэерл — фортепиано
- Родерик Голд — клавишные
- Кэролайн Грейшок — снимок для обложки

## Синглы
- «Broken Heart»/«El Salvador»